# بی ویو (میلواکی)
بی ویو (به انگلیسی: Bay View) یک منطقهٔ مسکونی در ایالات متحده آمریکا است که در میلواکی، ویسکانسین واقع شده‌است.